# Групна равнотежа
Групна равнотежа или групни баланс појам је који користе групни терапеути како би описали достизање оптималног састава или стања групе за постизање циљева. За одржање равнотеже неопходне су интервенције терапеута у разним облицима, па и довођење нових чланова.